# John Harvie
John Harvie (Contea di Albemarle, 1742 – Richmond, 6 febbraio 1807) è stato un politico e avvocato statunitense, padre fondatore degli Stati Uniti, delegato al Congresso continentale per la Virginia, e firmatario degli Articoli della Confederazione.
Fu un avvocato e costruttore di successo, e ricoprì la carica di sindaco di Richmond. Fu amico di Thomas Jefferson sin dall'infanzia, in quanto il padre era tutore di Jefferson. Negoziò il trattato di pace del 1774 dopo la battaglia di Point Pleasant e durante la guerra di secessione americana fu nel consiglio di guerra e gestì un campo di prigionieri di guerra sulla sua proprietà, The Barracks.

## Biografia
Harvie nacque alla piantafione Belmont, nella contea di Albemarle, in Virginia, nel 1742, dagli immigrati scizzesu John Harvie senior (1706–1767) e Martha Gaines Harvie. Il fratello Richard gestiva un emporio a Charlottesville, e fondò la R. Harvie & Company, o Harvie & Company, insieme ad un socio. Harvie fu amico intimo di Thomas Jefferson e dello scrittore Robert Morris; il padre di Harvie fu il tutore legale di Jefferson, a seguito della morte di Peter Jefferson nel 1757. Harvie divenne invece avvocato e si stabilì nella contea di Augusta.
Nel 1767 Harvie ereditò la piantagione Belmont, e la madre si trasferì in Georgia con i suoi otto fratelli. Sposò Margaret Morton Jones, figlia del politico Gabriel Jones e di Margaret Strother Morton Jones; con lei ebbe quattro figli (Lewis, John, Edwin e Jacquelin) e tre figlie (Gabriella, Emily e Julia). Visse a Belmont fino al 1780, quando si trasferì a Richmond.

## Carriera

### Avvocato e imprenditore
Harvie accumulò considerevoli ricchezze con le sue abilità finanziarie e imprenditoriali a Richmond e in tutto lo stato. Fu uno dei primi direttori della Bank of Virginia e sovrintese alla sottoscrizione del capitale azionario della banca. Fondò uno studio legale di successo, e fu uno dei primi avvocati che praticarono al tribunale di Albemarle.

### Politica
Dopo che il governatore Dunmore sciolse la House of Burgesses, gli elettori della contea di West Augusta elessero Harvie come uno dei due loro delegati ai successivi Parlamenti, le cinque convenzioni rivoluzionarie della Virginia nel 1775 e nel 1776. L'anno seguente i legislatori elessero Harvie come uno dei delegati della Virginia al Secondo congresso continentale. Harvie non visse mai nella contea di West Augusta, che non fu mai incorporata (l'area divenne infine parte delle contee di Ohio, Monongalia e Yohogania), ma le contee trans-appalachiane avevano difficoltà nel sovvenzionare le trasferte dei loro rappresentanti e nel trovare uomini che intendessero affrontare il lungo e pericoloso viaggio verso il Campidoglio dello stato.
Al Congresso continentale Harvie fu uno dei cinque delegati della Virginia a firmare gli Articoli della Confederazione il 9 luglio 1778. Fu incaricato del registro del Land Office nel 1780, motivo per cui si trasferì a Richmond; il suo ufficio era responsabile delle transazioni nel Territorio del nord-ovest, della Virginia occidentale, dell'Ohio e del Kentucky. Dal 1785 al 1786 Harvie fu sindaco di Richmond.

### Esercito
Nel 1774 fu nominato commissario per un negoziato di pace con la tribù Shawnee dopo la battaglia di Point Pleasant; fu colonnello della milizia della Virginia nel 1776. Harvie e Thomas Walker di Castle Hill divennero congiuntamente commissari e ottennero pieni poteri per poter negoziare con i nativi americani presso Fort Pitt.
Il colonnello Harvie funse anche da responsabile degli acquisti e organizzatore delle forniture per la milizia della Virginia e le unità dell'Esercito continentale. Fu anche nel consiglio di guerra durante la guerra di indipendenza americana. Consci delle condizioni della Valley Forge, i membri del Congresso giunsero all'accampamento per ispezionarlo, e qui la reputazione e l'abilità di George Washington nel condurre l'esercito furono messe in discussione. Harvie chiese a Washington: "Mio caro Generale, se aveste dato qualche spiegazione, queste voci [che denigravano Washington] si sarebbero sopite molto tempo fa."
Con la sua influenza, Harvie riuscì a istituire un campo prigione presso The Barracks in cui vennero rinchiusi 6 000 soldati assiani e britannici nel gennaio 1779. Harvey acquistò la proprietà di 240 acri da Richard Anderson intorno al 1778, ad ovest di Charlottesville, in cui le truppe abitavano in edifici di mattoni, vi erano giardini, fattorie con animali, pollame ed altre strutture. Diversi uomini disertarono e scapparono sulle montagne, dove sposarono donne native americane. I soldati che rimasero vennero portari a nord quando il campo fu chiuso nel novembre 1780.

### Proprietario terriero
Harvie possedeva grandi tenute, tra cui Belmont, Pen Park e The Barracks. Nel 1798 acquistò la tenuta Belvedere a Richmond dal giudice Bushrod Washington. Comparata con altre tenute, come Mount Vernon, Belvedere fu descritta come un "edificio estremamente bello, e di architettura decisamente superiore, con proporzioni meravigliose".
Nel 1782 aveva 12 schiavi e nessun uomo libero; possedeva sei capi di bestiame, e sette puledri e muli. Il 24 gennaio 1782 fu pubblicato un annuncio sulla Virginia Gazette e sull'American Advertiser su Jordan, uno dei suoi schiavi che era fuggito. Nel 1789 Harvie possedeva 17 schiavi uomini, due dei quali tra i 12 e 16 anni. Veniva tassato per le sue proprietà nella parrocchia di Fredricksville della contea di Albemarle; qui vi erano 2 uomini bianchi e 10 cavalli.

## Morte e lascito

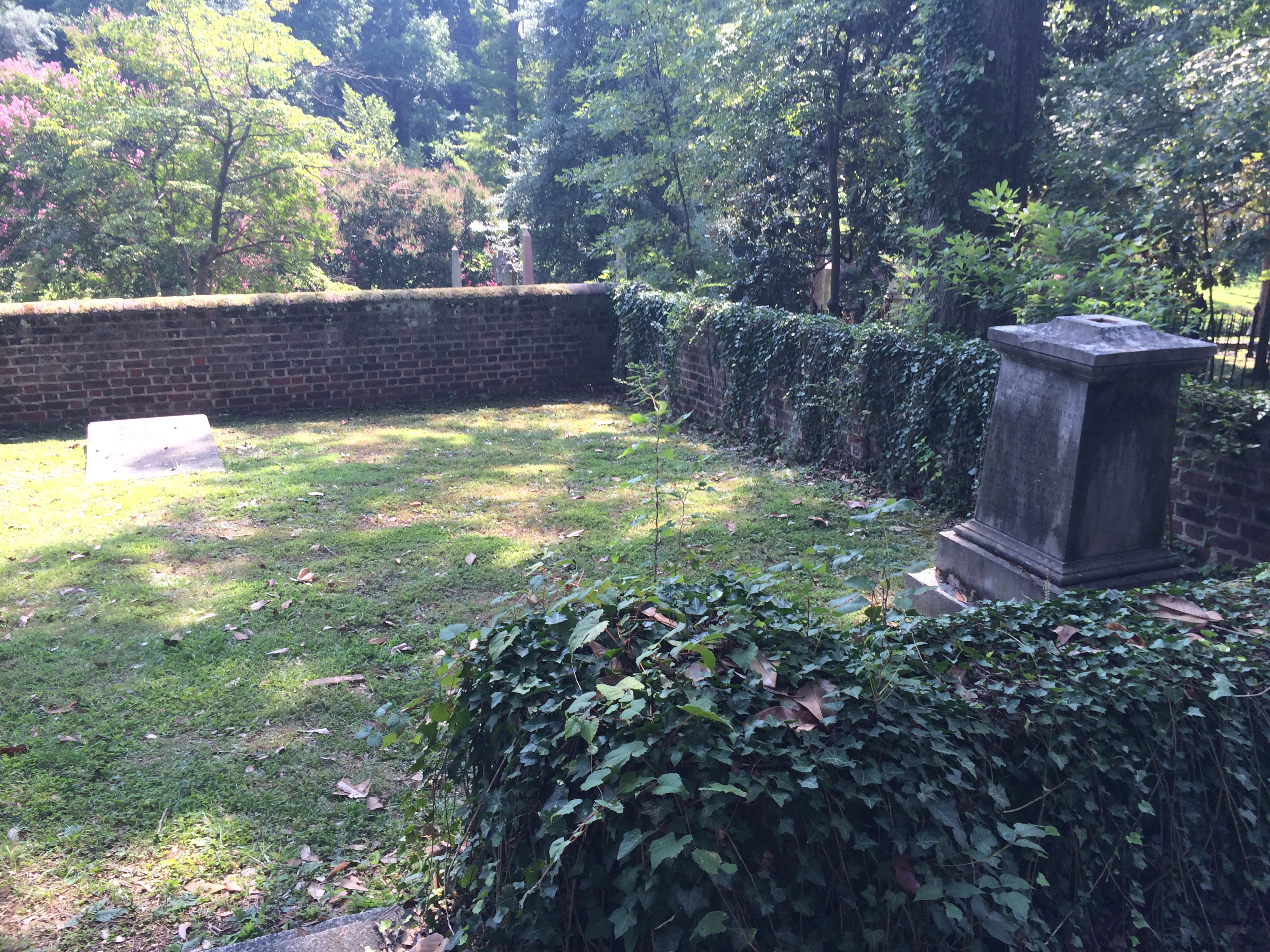
Il lotto della famiglia Harvie, ora parte del cimitero di Hollywood, in Virginia

Mentre stava verificando i lavori di costruzione di un nuovo edificio da parte di Benjamin Latrobe, Harvie cadde dal tetto e le ferite gli causarono la morte. Morì il 6 febbraio 1807 e fu seppellito nel lotto cimiteriale di famiglia a Belvedere; questa proprietà divenne poi parte del cimitero di Hollywood, a Richmond. La moglie Margaret ereditò la tenuta Belvedere e vi visse fino al 1814, quando la mise in vendita.
Harvie Street tra Park Avenue e Cary Street a Richmond fu intestata in onore di Harvie; Jacquelin Street è invece in onore del figlio, il generale Jacquelin Harvie.